# Metaloproteină

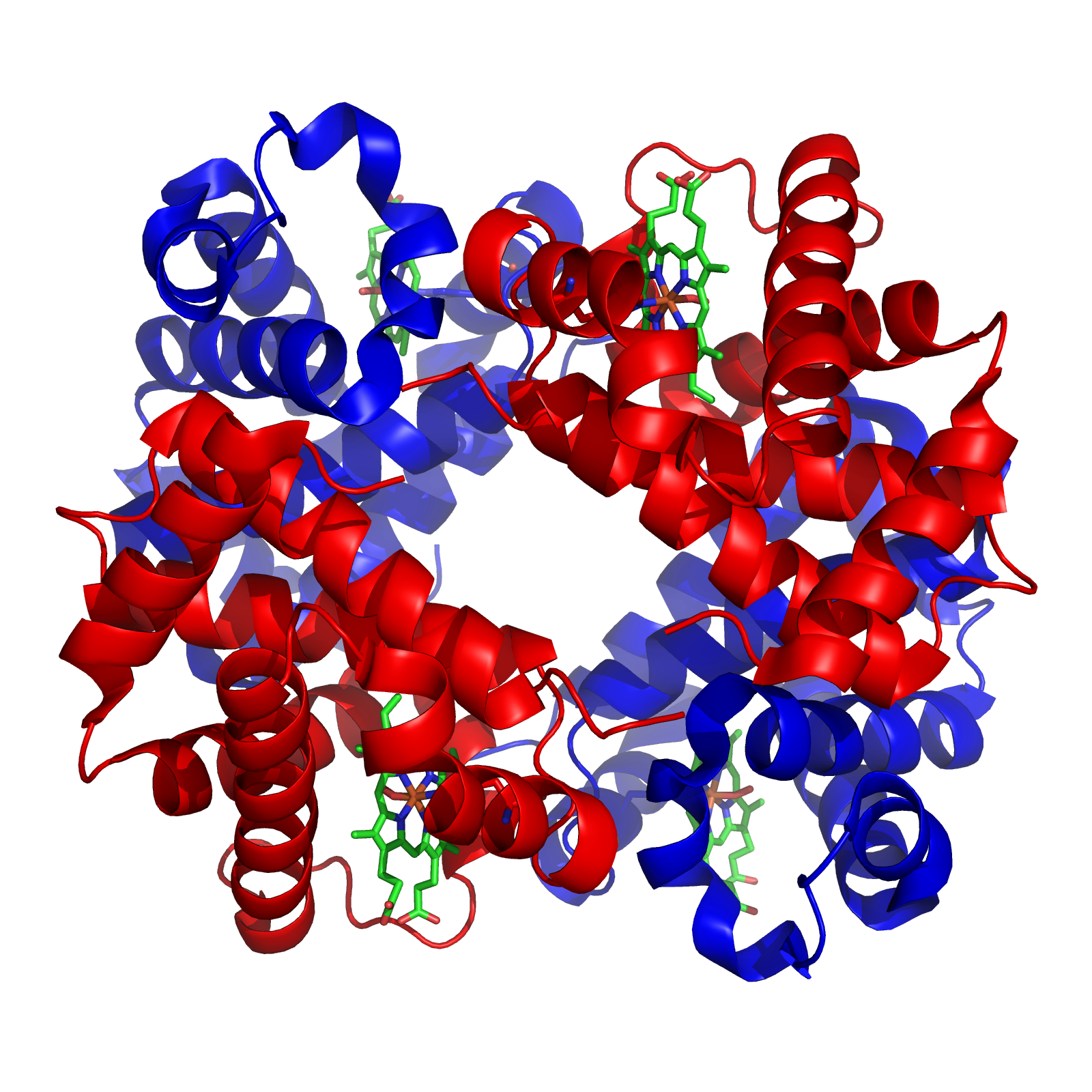
Structura hemoglobinei. Hemul din structura sa conține fier metalic, care este reprezentat cu verde în imagine.

Metaloproteinele sunt o clasă de proteine care conțin un ion metalic pe post de cofactor. O mare parte dintre proteine se află în această clasă: cel puțin 1.000 proteine umane (din aproximativ 20.000) conțin un domeniul de legare a zincului deși este posibil ca numărul metaloproteinelor ce conțin zinc să ajungă la 3.000.